# Hogna maasi
Hogna maasi là một loài nhện trong họ Lycosidae.
Loài này thuộc chi Hogna. Hogna maasi được Willis J. Gertsch & Alfred Russel Wallace miêu tả năm 1937.